# Francisco de Paula Muñoz
Francisco de Paula Muñoz Sologuren, (Lima, 1820-Lima, 1909) fue un funcionario público y político peruano. Fue presidente del Senado en las legislaturas de 1874-1875 y en el Congreso Extraordinario de 1881.

## Biografía
Tenía apenas 15 años de edad cuando empezó a servir en la  administración pública. Tras el fin de la Confederación Perú-Boliviana y el inicio de la Restauración, pasó a ser secretario del prefecto del departamento de Junín (1839-1840), siendo luego promovido al despacho del Ministerio de Gobierno. 
Pasó a laborar en la aduana del Callao, ascendiendo hasta administrador y tesorero del puerto. En 1862 fue elegido senador suplente por el Callao. Participó en el combate del Callao, librado contra la Escuadra Española del Pacífico, el día 2 de mayo de 1866. 
En 1868 fue elegido senador por el Callao, siendo reelegido hasta 1881. Formó parte de la comisión permanente del Senado. Fue presidente de su cámara (y por ende, del Congreso), durante las legislaturas de 1874-1875. 
Tras la ocupación de Lima por las fuerzas chilenas, apoyó al gobierno del presidente Francisco García Calderón, llamado el Gobierno de La Magdalena. Formó parte del Congreso Extraordinario que se instaló en Chorrillos, en el local de la Escuela de Clases, el mismo que sesionó del 10 de julio a 23 de agosto de 1881. Presidió la Cámara de Senadores, mientras que la de Diputados era presidido por el general César Canevaro Valega. Respaldó en todo momento las negociaciones emprendidas por García Calderón para lograr la paz con los chilenos sin cesión territorial. 
Firmada la paz con Chile e iniciada la Reconstrucción Nacional, fue elegido senador por Huánuco (1886-1894).